# الوارو وگا
الوارو وگا (انگلیسی: Álvaro Vega؛ زادهٔ ۱۵ مارس ۱۹۹۱) بازیکن فوتبال اهل اسپانیا است.
از باشگاه‌هایی که در آن بازی کرده‌است می‌توان به باشگاه فوتبال رکریتیوو اوئلوا اشاره کرد.